# Home Fleet
Home Fleet (deutsch Heimatflotte) ist die traditionelle Bezeichnung für die Flotte der Royal Navy, die zum Schutz der Hoheitsgewässer Großbritanniens dient.
Die offizielle Gründung der Home Fleet erfolgte im Jahr 1902. Ihre Ursprünge liegen jedoch in der Neustrukturierung der britischen Marine während des späten 19. Jahrhunderts, als die Royal Navy begann, ihre Ressourcen auf die Verteidigung der Heimatgewässer zu konzentrieren, insbesondere angesichts der wachsenden Bedrohung durch andere europäische Seemächte wie Deutschland. Die Home Fleet sollte als wichtigste maritime Formation in den Gewässern um die britischen Inseln fungieren und die Sicherheit der Seewege gewährleisten.
Die Home Fleet erfuhr im Verlauf ihrer Geschichte wiederholte Auflösungen und Neuaufstellungen. Die erste bedeutsame Umstrukturierung erfolgte 1904, in deren Zuge sie in die „Channel Fleet“ und die „Atlantic Fleet“ aufgespalten wurde. Vor dem Hintergrund der wachsenden Bedrohung durch die deutsche Hochseeflotte wurde die Home Fleet jedoch in den Jahren vor dem Ersten Weltkrieg als „Grand Fleet“ wieder als eigenständige Einheit etabliert.
Nach dem Ersten Weltkrieg erlebte die Home Fleet mehrere weitere Umstrukturierungen, insbesondere in den 1920er und 1930er Jahren. In diesem Zeitraum ordnete die Royal Navy ihre Ressourcen im Rahmen von Abrüstungsvereinbarungen und sich ändernden geopolitischen Bedingungen neu. Nach dem Zweiten Weltkrieg wurde die Bedeutung der Home Fleet zunehmend in Frage gestellt. Die Veränderungen in der globalen Sicherheitslage, der Rückgang der britischen Marinepräsenz sowie die verstärkte Zusammenarbeit mit NATO-Verbündeten führten dazu, dass die Aufgaben der Home Fleet von anderen Einheiten übernommen wurden. 1967 wurde die Home Fleet schließlich offiziell aufgelöst und ihre verbliebenen Schiffe sowie Ressourcen in die neu formierte „Western Fleet“ integriert.
Im Zweiten Weltkrieg war das Operationsgebiet der Home Fleet nie genau festgelegt worden, weshalb Teileinheiten von Zeit zu Zeit relativ schnell in andere Gebiete abkommandiert wurden. Für den südlichen Teil der Nordsee sowie den Ärmelkanal waren extra Kommandos eingerichtet worden, die über leichte und schnelle Einheiten verfügten und somit flexibel einsetzbar waren. Weil der Seekrieg im Atlantik zunehmend heftiger wurde, wurde schließlich ein spezielles Kommando, das Western Approaches Command, eingerichtet. Erst nach der Vernichtung des deutschen Schlachtschiffs Tirpitz 1944 verlor die Home Fleet an strategischem Stellenwert für den Kampf in Europa, und so konnten die meisten schweren Einheiten der Home Fleet nach Ostasien verlegt werden, wo der Zweite Weltkrieg noch nicht zu Ende war.
Die Oberbefehlshaber der Home Fleet während des Zweiten Weltkriegs waren:
- 1939–1940: Sir Charles Forbes
- 1940–1942: Sir John Tovey
- 1942–1944: Sir Bruce Fraser
- 1944–1945: Sir Henry Moore